# Karakalpakse Autonome Oblast
De Karakalpakse Autonome Oblast (Russisch: Кара-Калпакская автономная область; Kara-Kalpakskaja avtonomnaja oblast) was een autonome oblast die op 19 februari 1925 ontstond door de afsplitsing van gebieden waar Karakalpakken woonden, van de Turkestaanse ASSR en de Volksrepubliek Chorasmië.
Dit gebied was in eerste instantie een onderdeel van de Kazachse ASSR (later Kazachse Socialistische Sovjetrepubliek), maar werd op 20 juli 1930 onderdeel gemaakt van de Russische Socialistische Federatieve Sovjetrepubliek. Twee jaar later, op 20 maart 1932 werd het omgezet naar de Karakalpakse Autonome Socialistische Sovjetrepubliek. Op 5 december 1936 kwam het gebied onder de Oezbeekse Socialistische Sovjetrepubliek.
Na de onafhankelijkheid van Oezbekistan, werd het gebied ongewijzigd overgenomen, toen de ASSR werd omgezet naar de autonome republiek Karakalpakië.